# Nasobatidae
Nasobatidae zijn  een familie van mijten. Bij de familie is één geslacht met drie soorten ingedeeld.